# Horisme anguligera
Horisme anguligera är en fjärilsart som beskrevs av Butler 1879. Horisme anguligera ingår i släktet Horisme och familjen mätare. Inga underarter finns listade i Catalogue of Life.